# Assemblea dei rappresentanti
L'Assemblea dei rappresentanti (in ebraico: אספת הנבחרים, Asefat HaNivharim) era l'assemblea parlamentare eletta della comunità ebraica nella Palestina mandataria. Fu istituita il 19 aprile 1920 e funzionò fino al 13 febbraio 1949, il giorno prima che la prima Knesset, eletta il 25 gennaio, avesse prestato giuramento. L'Assemblea si riuniva una volta all'anno per eleggere l'organo esecutivo, il Consiglio nazionale ebraico, che era responsabile dell'istruzione, del governo locale, del benessere, della sicurezza e della difesa. Ha inoltre votato sui bilanci proposti dal Consiglio nazionale ebraico e dal Consiglio rabbinico.

## Storia
Sotto il mandato britannico, lo Yishuv (comunità ebraica) istituì una rete di istituzioni politiche e amministrative, tra cui l'Assemblea dei rappresentanti. Per garantire che i piccoli gruppi fossero adeguatamente rappresentati, fu introdotto un sistema di rappresentazione proporzionale. Le prime elezioni si svolsero il 19 aprile 1920 e la più grande fazione, Ahdut HaAvoda, raggiunse solo 70 dei 314 seggi dell'Assemblea. La comunità ultraortodossa e il partito ultra ortodosso Agudat Yisrael hanno boicottato le elezioni dell'Assemblea a causa delle loro obiezioni al sionismo secolare.
Le seconde elezioni si svolsero nel 1925 e, in seguito all'approvazione dell'Organizzazione delle comunità religiose nel 1926, l'Assemblea fu riconosciuta dalle autorità britanniche nel 1928.
Ulteriori elezioni si sono svolte nel 1931 e nel 1944. Nelle ultime elezioni, alcuni gruppi, in particolare gli ebrei sefarditi, hanno boicottato le elezioni e non sono stati rappresentati. Dal 1944 in poi l'Assemblea fu anche boicottata da Hatzohar a causa di disaccordi con i leader eletti sulla politica.

## Elezioni
- 19 aprile 1920
- 6 dicembre 1925
- 5 gennaio 1931
- 2 agosto 1944